# Morning After Dark
"Morning After Dark" é uma canção do cantor e produtor musical, Timbaland, para o seu terceiro álbum de estúdio Timbaland Presents Shock Value II. Conta com a participação vocal da cantora francesa SoShy e foi lançado como o primeiro single do álbum a 26 de Outubro de 2009.
A versão internacional da canção inclui um verso vocal da cantora canadense Nelly Furtado, e é esta versão que vigora em formato single e no álbum.

## Fundo musical
A versão a solo com SoShy estreou a 16 de Outubro de 2009 na KISS-FM. Timbaland descreveu a faixa como "interessante":
| “ | É muito interessante - inclui a presença desta nova artista da minha editora chamada SoShy de Paris. Estamos ambos a rappar. A canção, não a consigo descrever, é muito diferente. Não é diferente para mim, mas consigo dizer isto - encaixa num tema "vampiro". Tem tudo relacionado com Twilight. | ” |

Quando perguntado pela razão que o levou a escolher a faixa para primeiro single do álbum, Timbaland respondeu que deveu-se ao facto de ter uma sonoridade única e por incluir a participação de uma nova artista, SoShy. O produtor explica que a imagem da cantora é bastante presente e combina com a música. De acordo com Timbaland, SoShy compreendeu bastante bem o conceito da faixa, e adaptou-se bem.
Mais tarde, foi confirmada a presença de Nelly Furtado, que gravou um verso da faixa que vigorou no álbum e no vídeo musical. Esta versão foi lançada internacionalmente, incluindo nas lojas de descarregamentos legais, iTunes.

## Vídeo musical
O vídeo musical foi digirido por Paul Coy Allen. O vídeo contém a participação de SoShy e Nelly Furtado, contendo a música lançada internacionalmente.